# A Veszprém FC labdarúgói
Ebben a szócikkben található a Veszprém FC szezononkénti játékoskerete. Az összes Wikipédia-szócikkel rendelkező labdarúgó megtalálható ide kattintva.

## 2011–2012
| #  |        | Poszt | Név              |
| -- | ------ | ----- | ---------------- |
| 74 | Magyar | K     | Varga Tamás      |
| 22 | Magyar | K     | Tarczy Pál       |
| 30 | Magyar | K     | Kádár Balázs     |
| 19 | Magyar | V     | Szöllőskei Péter |
| 15 | Magyar | V     | Leitold Tamás    |
| 14 | Magyar | V     | Pálfi Róbert     |
| 2  | Szerb  | V     | Vitomir Nikolin  |
| 4  | Magyar | V     | Ihász Patrik     |
| 5  | Magyar | V     | Császár Attila   |
| 16 | Magyar | V     | Lang Ádám        |
| 3  | Szerb  | V     | Predrag Bošnjak  |

| #  |        | Poszt | Név                                 |
| -- | ------ | ----- | ----------------------------------- |
| 8  | Brazil | KP    | Ribeiro Da Silva Vasconcelos Thiago |
| 7  | Magyar | KP    | Osváth Attila                       |
| 13 | Magyar | KP    | Garai Péter                         |
| 11 | Magyar | KP    | Hevesi-Tóth Tamás                   |
| 6  | Magyar | KP    | Molnár Zoltán                       |
| 21 | Magyar | KP    | Burcsik Martin                      |
| 10 | Magyar | CS    | Bali Péter                          |
| 20 | Magyar | CS    | Finta Péter                         |
| 18 | Brazil | CS    | De Oliveira Cassini Renan Vinicius  |
| 9  | Magyar | CS    | Czvetkó József                      |

## 2012–2013
| #  |        | Poszt | Név              |
| -- | ------ | ----- | ---------------- |
| 1  | Magyar | K     | Kovács Attila    |
| 95 | Magyar | K     | Dániel Csaba     |
| 12 | Magyar | K     | Schmidmajer Ádám |
| 2  | Magyar | V     | Tóth Ferenc      |
| 3  | Szerb  | V     | Predrag Bošnjak  |
| 4  | Magyar | V     | Ihász Patrik     |
| 5  | Magyar | V     | Császár Attila   |
| 13 | Magyar | V     | Garai Péter      |
| 37 | Magyar | V     | Radványi Dávid   |
| 44 | Magyar | V     | Nagy Ádám        |
| 6  | Magyar | KP    | Molnár Zoltán    |
| 8  | Magyar | KP    | Mosberger Mihály |

| #  |        | Poszt | Név                                 |
| -- | ------ | ----- | ----------------------------------- |
| 11 | Magyar | KP    | Hevesi-Tóth Tamás                   |
| 19 | Magyar | KP    | Szöllőskei Péter                    |
| 21 | Magyar | KP    | Berde István                        |
| 29 | Magyar | KP    | Molnár Tibor                        |
| 33 | Magyar | KP    | Nyitrai Ádám                        |
| 69 | Szerb  | KP    | Vitomir Nikolin                     |
| 88 | Brazil | KP    | Ribeiro Da Silva Vasconcelos Thiago |
| 7  | Magyar | CS    | Osváth Attila                       |
| 9  | Magyar | CS    | Homma Kazuo                         |
| 10 | Magyar | CS    | Szabó Zsolt                         |
| 27 | Magyar | CS    | Hanák Attila                        |
| 99 | Magyar | CS    | Czvetkó József                      |

## 2014–2015
| #  |        | Poszt | Név              |
| -- | ------ | ----- | ---------------- |
| 30 | Magyar | K     | Kádár Balázs     |
| 1  | Magyar | K     | Gyimesi Máté     |
| 3  | Magyar | V     | Venczel Zoltán   |
| 13 | Magyar | V     | Garai Péter      |
|    | Magyar | V     | Farkas Tamás     |
| 5  | Magyar | V     | Császár Attila   |
| 2  | Magyar | V     | Bolla Gergő      |
| 6  | Magyar | V     | Kuti Dániel      |
| 11 | Magyar | V     | Kovács Krisztián |
| 29 | Magyar | KP    | Zsély Benedek    |
| 27 | Magyar | KP    | Németh Erik      |

| #  |        | Poszt | Név              |
| -- | ------ | ----- | ---------------- |
| 33 | Magyar | KP    | Nagy Bálint      |
| 7  | Magyar | KP    | Hanák Attila     |
| 16 | Magyar | KP    | Baldauf Konrád   |
| 19 | Magyar | KP    | Udvardi Márk     |
| 21 | Magyar | KP    | Burcsik Martin   |
| 10 | Magyar | KP    | Pavlitzky Balázs |
| 69 | Magyar | KP    | Skriba Máté      |
| 8  | Magyar | CS    | Weibel Dávid     |
| 9  | Magyar | CS    | Tóth László      |
|    | Magyar | CS    | Simon Attila     |
| 99 | Magyar | CS    | Czvetkó József   |